# Vanilla sanjappae
Vanilla sanjappae là một loài thực vật có hoa trong họ Lan. Loài này được Rasingam, R.P.Pandey, J.J.Wood & S.K.Srivast. mô tả khoa học đầu tiên năm 2007.